# Бродник (село)
Бродник (укр. Бродник) — село на Украине, основано в 1613 году, находится в Народичском районе Житомирской области.
Код КОАТУУ — 1823788003. Население по переписи 2001 года составляет 95 человек. Почтовый индекс — 11452. Телефонный код — 4140. Занимает площадь 0,341 км².

## Адрес местного совета
11452, Житомирская область, Народичский р-н, с.Сухаревка